# Piia Korhonen
Piia Korhonen (Eura, 12 gennaio 1997) è una pallavolista finlandese che gioca nella posizione di opposto nel Hermaea.

## Carriera[1]

### Club[2]
Piia Korhonen ha iniziato a giocare a pallavolo nella sua città natale di Eura nell'Euran Raiku. La sua carriera professionale è iniziata come opposto nel 2013 con LiigaEura prima di trasferirsi nel club di prima divisione finlandese HPK Naiset nel 2014. Qui durante la sua prima stagione (2014/2015) diventa Top Scorer per la propria squadra in Coppa CEV. Nella stagione 2015/16 diventa campione finlandese con la squadra della città di Hämeenlinna e raggiunge la finale della Coppa di Finlandia.
Così è stato anche nella stagione 2016/17 e con 75 punti (5.36 punti/set) ottiene il 10º posto nella classifica marcatori del girone principale della Coppa CEV.
A metà maggio 2017 si trasferisce al club Dresdner SC firmando un contratto di due anni fino al 2019.  Nella sua prima stagione, Korhonen vince la coppa nazionale tedesca e raggiunge le semifinali dei playoff con il club di Dresda. La stagione successiva si conclude con l'eliminazione in coppa e l'eliminazione agli ottavi di finale dei playoff della Bundesliga. Nella stagione 2019/20, vince nuovamente la coppa prima che la stagione in corso venisse annullata dalla Bundesliga tedesca di pallavolo il 12 aprile a causa della pandemia globale di COVID-19.
Alla fine di aprile 2020, il Dresdner SC annuncia che il contratto in scadenza con Korhonen non sarebbe stato rinnovato.
Nella stagione 2020/2021 per il club di Serie A2 italiana Geovillage Hermaea Olbia.
Nel 2021 passa al Pays d'Aix Venelles Volley-Ball nella massima divisione francese.
Viene ingaggiata nell'estate del 2022 dal Volley Soverato per il Campionato di Serie A2 italiano., nella stagione successiva veste i colori dell’Helvia Recina da cui si sepera il febbraio successivo. 
Nella stagione 2024-25 torna ad Olbia firmando per Hermaea.

### Nazionale
Piia Korhonen fa parte della nazionale finlandese dal 2014. Con la squadra ha preso parte alle qualificazioni agli Europei di pallavolo 2017, attirandosi l'attenzione come capocannoniere nel turno di qualificazione principale .
Nella primavera del 2017, è stata nominata nella squadra della European Volleyball League 2017 e delle Universiadi estive 2017 (World Student Sports Games) a Taipei.

## Palmarès
- Campionato finlandese: 1

2015/2016
- Coppa di Germania: 2

2017/2018, 2019/2020